# Подгоричани
Подгоричани и Подгоричани-Петровићи су грофовска породица пореклом из Далмације.

## Значајни људи из рода Подгоричани
Иван Михајловић Подгоричани († 1779) је био генерал-потпуковник. Његов нећак генерал-мајор Георгиј Петровић Подгоричани (око 1730-1795) добио је дозволу да пренесе своје презиме и титулу на свог рођака Игора Филиповића Петровића, потомка древне грофовске породице овог имена.
Род Подгоричани-Петровићи је укључен у пети део род. књига Харковске губерније.
Подгоричани, гроф, Иван Михајловић , генерал-потпуковник, пореклом из српске далматинске породице; 1759. ступио је у руску службу у чину пуковника и у редовима Молдавског хусарског пука, који је био у саставу одреда лаке коњице генерала Тотлебена, учествовао је у Седмогодишњем рату. У септембру 1760. године Подгоричани се истакао у заузимању Берлина, а Чернишев је са великим похвалама говорио о његовој храбрости. Тада су Подгоричани одиграли истакнуту улогу у хапшењу грофа Тотлебена, који је ступио у издајничке односе са Прусима, и био је иницијатор одлучних мера против Тотлебена.
За одликовање у Седмогодишњем рату, Подгоричани је унапређен у бригадира, а 1766. у генерал-мајора. Године 1768. учествовао је у борби против пољских конфедерата: када је једном коњицом покушао да заузме град Старо-Константинов, није успео, али је под Хмилником победио јак одред конфедерата. У 1. турском рату разбио је један турски одред код реке Римни (3. јануара 1770), а сутрадан је са само 600 људи у бекство одвео 11.000 Турака. Подгоричани је деловао једнако славно у биткама код Браилова, Ларге и Кахула и били су почаствовани да добију милостиви рескрипт са захвалношћу од царице Катарине Велике. Године 1770. Подгоричани се пензионисао на захтев „због надолазеће старости и болести“ и умрли 1779. године.
Грофица Нина Михајловна Подгоричани-Петровић (псеудо Ерард, Џорџ ; 17. децембар 1889 — 15. мај 1964), песникиња Сребрног доба , преводилац , шахисткиња.

## Опис грба
У штиту, подељеном на четири дела, у средини је мали сребрни штит покривен круном са ликом црног слова Л. У првом и четвртом делу, у златном пољу, налазе се два црна двоглава орла, од којих сваки има по једну круну изнад главе. У другом и трећем делу, у плавом пољу, виде се два полулетећа једноглава црна орла, раширених крила и испод њих у црвеном пољу на сребрним пругама дијагонално уцртана два лава.
Штит је прекривен грофовском круном, на којој су постављена три шлема, овенчана: средњи грофовским, а последња два племићким крунама, са које је на средини црни двоглави орао који држи скиптар и кугла у шапама, на крајњим шлемовима на десној страни једноглави црни орао излази до половине, а на последњем је лав, изнад чијих глава су приказане златне круне. Ознаке на штиту су плаве и црвене, обложене златом. Грб породице Подгоричани, грофови стране државе укључен је у 6. део Општег грбовника племићких породица Сверуског царства, стр.130.